# Ipernity
Ipernity é um site que oferece serviços grátis de compartilhamento de mídia e relacionamento social.
O site foi planejado para autores e artistas, e também para encontrar familiares e amigos. Permite-se publicar e compartilhar vários tipos de conteúdo digital, como blogs, fotos e arquivos de áudio e vídeo.
ipernity é muitas vezes comparado ao site Flickr, mas dispõe mais funcionalidades.
ipernity ganhou o 2º Open Web Awards em dezembro de 2008, na categoria Photo Sharing (compartilhamento de fotos).

## Lançamento
O projeto do ipernity estabeleceu-se em 2005 por dois programadores franceses:
- Christophe Ruelle, cofundador do Voila (um motor de busca comprado pela France Telecom em 1998) e eStat (um sistema de medida de tráfego centrado num site)
- Christian Conti, cofundador do Respublica (uma comunidade virtual francófona, comprada pela Libertysurf/Tiscali em 2000)

O projeto foi criado com a ajuda de tecnologias de informação que permitem a alguém manter sua vida digital permanentemente em um só lugar.
ipernity foi desenvolvido em Sophia Antipolis e exigiu 2 anos de programação e testes. Em maio de 2006, uma versão alpha do site foi posto na rede. ipernity foi atualizado para uma versão beta em abril de 2007.

## Público
ipernity é planejado para:
- autores e artistas que queiram promover suas obras digitais a todos usuários da internet
- familiares e amigos que desejem uso privado de seu conteúdo digital

O blog do ipernity é largamente usado pela comunidade esperantófona.
O site é apreciado por fotógrafos.
ipernity também se tornou um lugar para ex-usuários do Flickr que abandonaram o site após a controversa censura imposta pelo site.

## Funcionalidade
ipernity permite a publicação e compartilhamento de:
- Blogs,
- Fotos,
- Vídeos,
- Arquivos sonoros,
- e todos outros tipos de conteúdo digital.

O conteúdo pode ser organizado em álbums multimídia.
Muitos métodos de upload estão disponíveis.

## Tags e geotags
Autores e visitantes podem colocar tags em quaisquer conteúdos :
- Keywords
- Tag em membros: (pessoas interessadas no conteúdo)
- Geotags : etiquetas de localização geográfica (de onde vem o conteúdo)

Esses metadados tornam fácil a pesquisa e possibilitam novas funções como buscas geográficas por fotos e vídeos um mashup do Google Maps.

## Proteção de direitos
O ipernity inclui licensas Creative Commons.

## Rede social
O site concede interatividade entre o conteúdo, autores e visitantes. Há sistemas de feedback/commentários , rede de contatos, um mensageiro instantâneo, serviço de email e outros, que facilitam o uso social da rede.

## Tecnologia
ipernity foi construído principalmente com softwares de tecnologia livre e de código aberto:
- PHP
- Perl
- AJAX
- MySQL